# Trăstenik
Trăstenik (búlgaro:Тръстеник) é uma cidade da Bulgária, localizada no distrito de Pleven. A sua população era de 4,519 habitantes segundo o censo de 2010.

## População
| Trăstenik | Trăstenik | Trăstenik | Trăstenik | Trăstenik | Trăstenik | Trăstenik | Trăstenik | Trăstenik | Trăstenik | Trăstenik | Trăstenik | Trăstenik | Trăstenik | Trăstenik | Trăstenik | Trăstenik | Trăstenik | Trăstenik | Trăstenik |
| --- | --------- | --------- | --------- | --------- | --------- | --------- | --------- | --------- | --------- | --------- | --------- | --------- | --------- | --------- | --------- | --------- | --------- | --------- | --------- |
| Ano | 1887      | 1910      | 1934      | 1946      | 1956      | 1965      | 1975      | 1985      | 1992      | 2001      | 2002      | 2003      | 2004      | 2005      | 2006      | 2007      | 2008      | 2009      | 2010      |
| População |           |           |           | …         | …         | …         | 6,411     | 5,776     | 5,397     | 5,085     | 5,028     | 4,939     | 4,889     | 4,874     | 4,803     | 4,720     | 4,642     | 4,579     | 4,519     |
| Fontes: Instituto Nacional de Estatísticas, „citypopulation.de“, „pop-stat.mashke.org“, Bulgarian Academy of Sciences |           |           |           |           |           |           |           |           |           |           |           |           |           |           |           |           |           |           |           |